# 高柳匡
高柳 匡（たかやなぎ ただし、1975年10月11日 - ）は、日本の物理学者。専門は素粒子物理学。京都大学基礎物理学研究所教授。神奈川県川崎市出身。
笠真生とともにAdS/CFT対応におけるエンタングルメント・エントロピーに関する笠–高柳予想を提唱した。

## 略歴
- 1994年 駒場東邦高等学校卒業
- 1998年 東京大学理学部物理学科卒業
- 2002年 東京大学大学院理学系研究科博士課程修了，理学博士
- 2002年 ハーバード大学ジェファーソン研究所研究員
- 2005年 カリフォルニア大学サンタバーバラ校カブリ理論物理学研究所研究員
- 2006年 京都大学大学院理学研究科助手　(後に助教に改称)
- 2008年 東京大学カブリ数物連携宇宙研究機構特任准教授
- 2012年 京都大学基礎物理学研究所教授

## 受賞歴
- 2011年 - 湯川記念財団・木村利栄理論物理学賞
- 2013年 - 西宮湯川記念賞[4]
- 2015年 - 基礎物理学ブレイクスルー賞 (New Horizons in Physics Prizes) [5]
- 2016年 - 仁科記念賞[6]
- 2024年 -  ディラック・メダル(ICTP)[7]